# NIAGARA CALENDAR
『NIAGARA CALENDAR』（ナイアガラ・カレンダー）は、1977年12月25日に発売された大滝詠一の通算4作目のスタジオ・アルバム。

## 解説
ジュリー・ロンドンが1956年に発表したアルバム『カレンダー・ガール』の大瀧版で、日本で最初に作られた「カレンダーアルバム」である。
このアルバムが商業的に失敗し、発売後に大瀧はコロムビアとの契約を打ち切られてしまうため、結果的には「第一期ナイアガラ」のラストアルバムとなる。
なお、1977年版（以下、コロムビア盤）は福生45スタジオのミックスルームを別の部屋に移動させたことやスケジュールに余裕がなかったことが影響し、ミキサーの出力端子の左右を逆に接続していたことに気づかずにミックスしてしまい、大瀧が構想していたものとは定位が逆になっていた。大瀧は30周年記念盤で久し振りにオリジナルマスターを再生させるまでその事実に気付かず、後に2008年の新春放談で「今ひとつ評価が悪かったのはL-R（左右）が違ったせいもあったかもしれないなぁ…」と語っていた。
1981年4月1日に笛吹銅次こと大瀧自身による全曲リミックス、新ジャケットにて再発売された（以下、ソニー盤）（後述）。更に1986年3月21日には吉田保による再リミックスが施されたCDが発売された（廃盤）。

## 収録曲

### SIDE 1
1. Rock'n'Roll お年玉
冒頭のSEについて大瀧は「部屋の中にテープ・レコーダーを置いて、狭いところにマイク2本並べて、真ん中にカレンダーを置いて録音ボタンを押して、一旦戸を閉めて。向こうでレコーダーが回ってるわけですよね。で、ギイッって自分で戸を開けて、畳敷きのところをスリッパを履いて音をちょっとたてつつ、壁にとめてあったカレンダーの表紙をビリビリ破って」[4]と、その録音手順を明かしているが、“みなさん”の挨拶はその場で言っているという。また、「スタジオの外から中に入ってくる、というのは『幕末太陽傳』の当初のアイデアの逆ですよね。外にいた人間がスタジオに入ってきて曲が始まるという」[4]とも答えている。後に鈴木祥子によってカヴァーされた[注釈 1]。
2. Blue Valentine's Day
バレンタインデー・ソングには珍しい、男の失恋の歌。山下達郎[5]をはじめ多くの歌手がこの曲をカヴァーしている。コロムビア盤ではドラムの音が入っていない。シングルとは異なるバージョン（ミックスにわずかな違いがある）。なお、はっぴいえんど結成当初のバンド名は「バレンタイン・ブルー」であった。プロモーションシングル盤のB面に大滝詠一楽団名義のインスト版が収録されている。
3. お花見メレンゲ
シングル「Blue Valentine's Day」のB面曲としても発売されたが、異なるバージョン（シングルは別ミックスによりモノラル化）。『NIAGARA SONG BOOK』収録のインストゥルメンタル版が、フジテレビ『おめざめ天気予報』のオープニング・テーマに使用された（1991-1992年）。
4. Baseball-Crazy
5. 五月雨
1972年発売のシングル「空飛ぶくじら」[注釈 2]のカップリング曲のセルフ・カヴァー。その経緯について大瀧は「5月は考えたんだよね。こいのぼりとか菖蒲湯とか、いろいろ考えあぐねてもうネタがなくて。これはもう<五月雨>をやるしかないなと思ったんだけれども。だけどなんであんなライチャスのできそこないみたいなアレンジを突然しようと思ったのかはよくわからないんだけど。まあ、スペクターのアプローチでどの曲かはやらないととは当然思ってたんだけど。原曲はご承知の通りまるで似ても似つかないアレンジなんだけど。それで<五月雨>をカヴァーするにあたって、“あつめてはやし最上川”とかまあそういう長い梅雨の時期を表現したかったのよ。だから延々、オリジナルには雨のSEを入れて。ずーっと梅雨の時期を延々と表現するから、ドラムが入ってドラマティックにするよりも、ドラムなしで延々とやってった方が梅雨のうっとうしい時期が長く続くという意味合いではこっちの方がいいと」[4]いう。また、コーラスについては「何度も何度もやった。シンガーズ・スリーのお姉さんに歌ってもらって録って。ピンポンしてまた歌ってもらってピンポンして。またピンポンして。それでもっこりしてるからエコーのようになるのと、雨の音でごまかされてるからエコーがあるように聞こえるんだよ。エコーはないの。重ねて重ねて、いくつも入れたやつを（左右に）配置したんだよ。でもそうしないとステレオ感が出なかったからね」[4]と答えている。そのほか、歌詞カードでは歌詞が縦書きで掲載されている理由については「とにかく書きづらい漢字を使って。これは憂鬱から始めて。塒とか矢鱈とか矢継早とかわざわざ古い漢字を使って。永井荷風の本から。あえてそういう風にしてみようと。歌を聴いているときにはこういう漢字は想定されないけれど、歌詞カードを見たときの印象で、これは縦書きが良いだろうと」[4]答えている。
6. 青空のように
当時シリア・ポール「夢で逢えたら」を手がけたことから、その男性版として制作された。そのため、「夢で逢えたら」と同じコード進行になっている。シングルとアルバムではバージョンが異なる。シングル・バージョンやソニー盤収録のリミックス・バージョン、コンピレーション・アルバム『音壁 JAPAN』収録のリミックス・バージョンでは、冒頭でサビの歌詞を歌っているが、ここでは歌われていない。プロモーションシングル盤のB面に大滝詠一楽団名義のインスト版（モノラルミックス）が収録されている。ヘッドフォンコンサートで披露された際には「君は天然色」のアレンジに近く、テンポもオリジナルより速めのアレンジだった。後にフィッシュマンズによってカヴァーされたほか[注釈 3]、2011年には鈴木祥子にもカヴァーされた[注釈 1]。歌詞は大滝の没後、墓石に刻まれた。

### SIDE 2
1. 泳げカナヅチ君
アルバムでは曲ごとに誰かしらのボーカル・スタイルを模しているが、この曲のボーカルについて大瀧は「まず僕が歌うときは、無意識の状態に持っていくんですよ。それが歌手モードのスイッチを入れることになるんです。それまではクリエイターの意識が先行している。歌手は意識が先行するとロクな事にならないからスイッチを切り替えると。その状態でテープが回ったらあの声が出てきたのですよ。カナヅチ君というか金づちなんだけどさ。それで金づち君は声が低いんだな、どうやら。つまりこの段階まで、曲は僕の頭の中で鳴っているだけなの。録音のときに初めて声を出して合わせているんですよ。だから歌のキーを設定して作っていない。にもかかわらず偶然行けたから助かったわけですけどね。ギリギリかな? 僕は下の音域がDだから、まずこの偶然に驚きましたね。それで途中“助けられた”から声がひっくり返るところがあるでしょ。あれも偶然そうなったの、ヨーデルみたいに。で、2回目録音するときは“あそこはヨーデル、しゃっくり唱法だったな”って思いながら歌ってみた。で両方合わせたら1回目のような譜割にはなっていなかったんだけど、しかし結果的にそれがすごく面白く交差して絡んだと。そうなると“ああ面白いな。もっと絡ませてみようか”と試行錯誤しそうなものだったんだけど、そんなことしている時間は無かったんだな、これが。だからホント、出たとこ勝負ですよ。2回サラッと歌っておしまい」[6]だったという。また、この曲のドラムについて大瀧は「このドラムは橿渕哲郎君なんだけど、たまたま録音時にレギュラーだったユカリが居なくて急きょ鈴木慶一君の紹介で来てもらった。いわゆる手慣れたスタジオ・ミュージシャンとは違うフィーリングだったけど結果的にはそれが吉と出たね。ある意味デニス・ウィルソンをほうふつさせる。だからこの曲にぴったりだったわけ」[6]と解説している。
2. 真夏の昼の夢
前曲「泳げカナヅチ君」で流れていた波音はこの曲中でも続き、さらにこの曲の最後まで流れ続ける。このSEはミックス中、再生しながらミックスされたものでマルチ・テープ自体には録音されていないが、マルチ・テープはそれぞれ別に録音した「泳げカナヅチ君」と「真夏の昼の夢」をミックス前につなげてしまったという。大瀧は「曲間はシロ（スプライシング・テープ）が入った状態でしたけど、ミックスは2曲通してやったの。だから7月でまずスタートするよね。フェーダーとかパンとか7月のセットになっているわけ。7月が終わったらわずか数秒の間に8月のセットに変更するんだよ。フェーダーとパンだけ考えても単純計算で32か所…間に合うわけないんだ。よく覚えているのは“8月の最初、弦のフェーダーを上げなきゃ!”ってうろたえたことかな。そんなわけで8月はミックスがイマイチなのですよ。77ミックスだと波の音があるからマスキングされていてあまり気がついた人はいないみたいだけど、やっている本人はかなり落ちたね。なので81ミックスはじっくり時間かけてやったけど、意外と変わらないもんだなあって。確かに別々にミックスすれば少しはマシだったのかもしれないけど、続けてやりたかったんだ。でもやってみてダメだったから違う方向で…と言ってるほど時間的余裕も無くてねえ」[6]という。
3. 名月赤坂マンション
大瀧は「まあ、9月は名月だからこれしかないと。名月は端から考えていたんだけど。赤坂マンションっていうのがくるとは自分でも夢にも思わなかったんだけど。会社（ナイアガラ・エンタープライズ）を畳むっていう話が出てきたから[7]。何度も言ってるとおりこれは実録、私小説だから」[4]という。録音については「ハープ奏者の山川（恵子）さんが福生まで来てくれた…と記憶していますね、多分。このときは小さいハープを持ってきてくれたんじゃなかったかな。響きがちょっと変わっているでしょ。尺八や三味線奏者も福生まで来てもらいました。尺八で最初に思いっきり息を吸うのがイントロでばっちり聴こえるでしょ。普通そういう部分はミックスで切るんだけど、僕はとても新鮮だったからそのまま残しているの」[6]という。間奏部分には『NIAGARA TRIANGLE Vol.1』[注釈 4]収録曲「ココナツ・ホリデー」のマルチ・テープから抜き出された布谷文夫の“アミーゴ”がポン出しでマルチに入れ込まれ、そのトラックに風呂場エコーがかけられている。大瀧によれば「布谷さんの“アミーゴ”の雄たけびは風呂場エコーをかけています。もともとは浪曲子守唄のセリフにある“いや、ふびんな社員たちも…”っていうのも考えてたんだけど、さすがにねえ。それは“たそがれ忠治”という植木等さんのネタがあるんだけど、そこから来ててさ、ちょうどなわけよ。で、それじゃああまりにみっともないと思って、何か無いかなあと考えていたら“アミーゴ”が浮かんでそれだ! と。早速入れてみたらいいんだよ、これが。あるときは悲しく。あるときはおかしく。何とでも使い勝手があるからね」[6][4]と答えている。また、歌手モードについては「水前寺清子よろしく振りを入れて歌っているんです。“ニッコリ”のときにドンって床を踏んでさ。ショックアブソーバー入れているんだけど、ドンって踏んでる音がソロで聴くと入っているよ。振りを入れないとああいう歌は歌えないからねえ。水前寺清子が“ウニャ?”ってなるのも気持ちが分かったね。（マイクの）RCA 77DXはリボンだからエコー無しのままだとちょっとわびしいですね。81ミックスのほうが明るいもん。それはミックスしているときの心理的な部分…。“スタジオも閉めるんだあ”っていう鬱屈したわびしさが出てるんだろう」[6]と振り返っている。なお、歌詞カードの最後にはオリジナルから現行盤に至るまで一貫して「この唄に登場する人物・団体その他の名称は架空のものではなく実在します--筆者註」[8]と記載されている。
4. 座 読書
5. 想い出は霧の中
インストバージョンのタイトルは「霧の乙女号」で（霧の乙女号はナイアガラの滝を遊覧する観光船の名前でもある）長らく未発表だったが、30周年盤『多羅尾伴内楽團 vol.2』にボーナストラックとして収録された。
6. クリスマス音頭
〜お正月（東くめ - 瀧廉太郎）
大滝はストリングスを入れたいため、山下達郎にストリングス・アレンジを依頼したが、山下は「『弦入れなくても良いじゃないですか?』と言ったけど『どうしても弦を入れたい』って言うんで、どう弦を入れようか1時間悩んだ」と言う。大滝は「これをやりたいがために11曲無理矢理曲を作った」と言っている。導入部と間奏の三味線はそれぞれ「ホワイト・クリスマス」、「ママがサンタにキスをした」からの引用。「お正月」では、1番で「トランク短井」としてフランク永井の歌真似を、2番で「坂本八」として坂本九をそれぞれ真似て歌っている。

## クレジット
All songs written by 大瀧詠一

### 1月: Rock'n'Roll お年玉
| – Musicians – |  |                                        |
| Drums         |  | 上原 “ユカリ” 裕                       |
| Bass          |  | 金田一 “キンタ” 昌吾（新人）、六川正彦 |
| Piano         |  | 佐藤博                                 |
| Guitar        |  | 村松邦男                               |
| Steel Guitar  |  | 駒沢裕城                               |
| Harmonica     |  | 松田 “アリちゃん” 幸一                 |
| Baritone Sax  |  | 砂原俊三                               |

| – Chorus –     | |
|                | Orange Blossoms（シンガーズ・スリー改め） |
| – Vocal –      | |
|                | 多羅尾 “Rockn' Roller” 伴内（30才） |
| – Dedication – | |
|                | Elvis Presley（Forever!）、Gene Vincent、Buddy Holly、Jerry Lee Lewis、Richie Valens、J.P.Richardson、Eddie Cochran、Poul Anka、Neil Sedaka、Johnny Tillotson、Bobby Vee、Tommy Roe、Freddie Cannon、Ricky Nelson、Fats Domino、Shirley and Lee、NHK、宇崎竜童、ハナ肇、松本隆、永島慎二、財津一郎 |

### 2月: Blue Valentine's Day
| – Musicians – |  |                                         |
| 6st. Guitars  |  | The Otsukare-Sons（駒沢、村松、金田一） |
| Steel Guitar  |  | 駒沢裕城                                |
| Bongo         |  | イーハトヴ・田五三九                    |
| Harmonica     |  | 松田幸一（Fantastic!）                  |
| Strings Arr.  |  | 山下達郎                                |
| Bass          |  | unknown                                 |

| – Vocal –                                     |                             |
|                                               | ちぇるしい（18才-精神年命） |
| Dedicated to old memories of my younger days. |                             |

### 3月: お花見メレンゲ
| – Musicians – |  |                                     |
| Drums         |  | 上原 “Unbelievabable トチリング” 裕 |
| Bass          |  | 金田一昌吾                          |
| Piano         |  | 井上鑑、上田 “メリー” 雅人          |
| Guitar        |  | 村松邦男                            |
| Steel Guitar  |  | 駒沢 “サクラ” 裕城                  |
| Giro          |  | イーハトヴ・田五三九                |
| Clarinet      |  | 岡崎資夫                            |

| – Chorus – |                      |
|            | The Kingtones        |
| – Vocal –  |                      |
|            | 遠山 “桜吹雪” 金五郎 |

| – Dedication –                                                                       |
| 銀杏次郎丸、ジミー蘭越、多羅尾伴内、布谷文夫、西郷隆盛、森繁久彌、東海精器、松尾芭蕉 |

### 4月: Baseball-Crazy
| – Musicians – |  |                      |
| Drums         |  | 上原裕               |
| Bass          |  | 田中章弘、六川正彦   |
| Guitar        |  | 村松邦男             |
| Steel Guitar  |  | 駒沢裕城             |
| Piano         |  | 上田雅人             |
| Arp           |  | 井上鑑               |
| Percussion    |  | イーハトヴ・田五三九 |

| 特別出演 “福生エキサイターズ（ハシリ・クラッピング）応援団” |      |  |                                      |
|                                                             | 団長 |  | ラウドネス・布谷                     |
|                                                             | 団員 |  | タンバリン・村松、GH・助川、前島兄弟 |

| – Vocal – |                          |
|           | ミズホの大滝（背番号16） |

| – Dedication –                                         |
| 日本プロ野球連盟、土居まさる、Allen Tousaint、坂上二郎 |

### 5月: 五月雨
| – Musicians – |  |                                        |
| Bass          |  | 金田一昌吾                             |
| 6st. Guitars  |  | The Otsukare-Sons                      |
| E.Guitar      |  | 村松邦男                               |
| Steel Guitar  |  | 駒沢裕城                               |
| Piano         |  | 上田雅人                               |
| Tambourine    |  | イーハトヴ・田五三九                   |
| Horns         |  | 稲垣次郎、鈴木正男、岡崎資夫、砂原俊三 |
| Strings Arr.  |  | 山下達郎                               |

| – Chorus – |                               |
|            | Orange Blossoms               |
| – Vocal –  |                               |
|            | Bill “The Rainmaker” メロメロ |

| – Dedication –                              |
| 松尾芭蕉、永井荷風、Doc.Harvey、Goffin-King |

### 6月: 青空のように
| – Musicians –    |  |                           |
| Drums            |  | 上原裕                    |
| Bass             |  | 田中章弘                  |
| Piano            |  | 井上鑑                    |
| Guitar           |  | 村松邦男                  |
| Steel Guitar     |  | 駒沢裕城（Great Phrase!） |
| Bell, Hand-Claps |  | 西多摩リズム・セクション  |
| Horns            |  | 稲垣セクション            |
| Strings Arr.     |  | 山下達郎                  |

| – Chorus – |                 |
|            | Orange Blossoms |
| – Vocal –  |                 |
|            | 大滝パパ        |

| – Dedication –                    |
| P、チビ、チイタン、ミスター・長嶋 |

### 7月: 泳げカナヅチ君
| – Musicians – |  |              |
| Drums         |  | カシブチ哲郎 |
| Bass          |  | 金田一昌吾   |
| Piano         |  | 岡田徹       |
| Guitar        |  | 村松邦男     |
| Steel Guitar  |  | 駒沢裕城     |
| Solina        |  | 井上鑑       |

| – Chorus – |                                              |
|            | Jack Tones（ちぇるしい、多羅尾、我田、霧宿） |
| – Vocal –  |                                              |
|            | 宿霧 “Borris” 十軒                           |

| – Dedication – |
| 子門真人、高田ひろお、佐瀬寿一、Wilson Bros、Danny and Juniors、Buddy Holly、荒木一郎、Al Casey、Lee Hazelewood、Ventures、Dick Dale、Duane Eddy、Go-Gos、宮下静雄（Forever） |

### 8月: 真夏の昼の夢
| – Musicians – |  |                  |
| Bass          |  | 金田一昌吾       |
| Piano         |  | 井上鑑（Great!） |
| Guitar        |  | 村松邦男         |
| Strings Arr.  |  | 山下達郎         |
| Drums         |  | unknown          |

| – Vocal – |              |
|           | パック・大滝 |

| – Dedication –                                        |
| Willie、朝日麦酒（4年間どうもありがとうございました） |

### 9月: 名月赤坂マンション
|               | （ある小企業社長の悲哀） |                                  |
| – Musicians – |                          |                                  |
| Drums         |                          | 上原裕                           |
| Bass          |                          | 田中章弘、六川正彦               |
| Guitar        |                          | 村松邦男                         |
| Piano         |                          | 上田雅人                         |
| Clavinet      |                          | 井上鑑                           |
| Harp          |                          | キョーフの山川さん（Fantastic!） |
| 尺八          |                          | unknown                          |
| 三味線        |                          | unknown                          |
| ☆特別出演     |                          | アミーゴ・布谷                   |

| – Vocal – |                                    |
|           | 国定公園（股旅さうんど愛好会会長） |

| – Dedication – |
| 植木等、塚田茂、矢野亮、小林潤、尾崎紅葉、岸本哲、伊沢千枝子、飯野光雄、青木義輝、荒井仁、神直則、前田裕子（以上七名の諸君どうもありがとう – 大滝）、前島邦昭、前島洋児（これからもよろしく – 大滝） |

### 10月: 座読書
| – Musicians –                   |  |                      |
| Drums, Bass Tom, Maracus 上原裕 |  |                      |
| Bass                            |  | 六川正彦、田中章弘   |
| Piano                           |  | 佐藤博               |
| Guitar                          |  | 村松邦男             |
| Steel Guitar                    |  | 駒沢 “マツムシ” 裕城 |
| Bass Tom                        |  | イーハトヴ・田五三九 |

| – Chorus – |            |
|            | 読書同好会 |
| – Vocal –  |            |
|            | 二宮損損   |

| – Dedication –                                                          |
| Johnny Otis、Stranger Loves、漣健児、Caterina Valente、前川清、大正製薬 |

### 11月: 想い出は霧の中
| – Musicians – |  |                    |
| Drums         |  | 井ノ浦英雄、井上敦 |
| Bass          |  | 六川正彦、光永巌   |
| Guitar        |  | 村松邦男           |
| Steel Guitar  |  | 駒沢裕城           |
| Piano         |  | 上田雅人           |
| Solina        |  | 井上鑑             |

| – Vocal – |                                           |
|           | 我田引水 “哀愁さうんど、歌謡曲同好会会長” |

### 12月: クリスマス音頭
| – Musicians –                     |  |                      |
| Drums                             |  | 上原裕               |
| Bass                              |  | 田中章弘             |
| Piano                             |  | 井上鑑、上田雅人     |
| Guitar                            |  | 村松邦男             |
| Steel Guitar and Chime, Chanchiki |  | 駒沢裕城             |
| 木魚                              |  | イーハトヴ・田五三九 |
| シャモジ                          |  | ますらお派出夫会     |
| 三味線                            |  | unknown              |
| 笛                                |  | unknown              |
| Horns                             |  | 稲垣セクション       |
| Strings Arr.                      |  | 山下達郎             |

| – Chorus – |                 |  |                                                                            |
|            | Orange Blossoms |  | - 伊集 “Strange-laughing” 加代子 - 和田 “カコ” 夏代子 - 鈴木 “イット” 宏子 |

| – おはやし – |                                                   |
|              | 白瀬春子社中                                      |
| – Choir –    |                                                   |
|              | 基地-Guys（アミーゴ、GH、カンテラ、ヒネ、ヨージ） |
| – Vocal –    |                                                   |
|              | 苦労巣三太                                        |

### お正月
| – Vocal –  |               |
|            | 坂本八        |
|            | トランク短井  |
| – Chorus – |               |
|            | The Kingtones |

### スタッフ
| - <カレンダー・ボーイズ> - 前島邦昭、前島洋児（Niagara Enterprises） - 矢崎芳博、栗田孝高（Random） - 黒田晃章、若林孝、後藤博、山川栄一（Columbia） - 京極謙（P.M.P） - 布谷文夫（English Comnanion, Kawagoe） - G.H助川（CBS/SONY） - 角能正恭（Sun Life, Tachikawa） |
| |

| Cover Concept        |  | 大瀧詠一                         |
| Cover Design, Layout |  | 中山泰（Ritchie Young Studio）   |
| Photo                |  | 井出情児、金田一伴内、大滝ヤヨイ |
|                      |  |                                  |

| Technical Service Random（Thanks!）    |
| Recorded and Mixed at 45 Studio, Fussa |
| （Over-Dubbed at Sound City, Freedom） |

| Recording and Re-mix Engineer |  | 笛吹銅次   |
| Mastering Engineer            |  | 時枝一博   |
| All Rhythm Arrangements       |  | 多羅尾伴内 |

| Produced by 大瀧詠一 for Niagara Enterprises |

## '81年リミックス盤

### 解説
第1期ナイアガラ作品が1981年に一斉にソニーから再発される中、本作は全曲笛吹銅次こと大瀧本人のリミックス、新ジャケットにて再発売された。

### 収録曲

#### SIDE 1
1. Rock'n'Roll お年玉
2. Blue Valentine's Day
ソニー盤ではウッドベースが歌い出しから入る。
3. お花見メレンゲ
木琴がダビングされている。
4. Baseball-Crazy
5. 五月雨
曲全体にかかっていた雨の音がカットされた。コロムビア盤では録音当日に上原裕が不在だったため入れられなかったタムが上原の演奏でダビングされている。
6. 青空のように
シングル・ヴァージョン同様に冒頭でサビの歌詞を歌っている。

#### SIDE 2
1. 泳げカナヅチ君
波音のSEがカット。所々でオケがオミットされアカペラになる。
2. 真夏の昼の夢
前曲「泳げカナヅチ君」から続けて入っていた波音がカットされている。
3. 名月赤坂マンション
イントロの三味線の後にかすかにかけ声が入っている。
4. 座 読書
5. 想い出は霧の中
一部ヴォーカルが差し替えられている。
6. - クリスマス音頭
  - 〜お正月

## 1986年盤

### 解説
1986年に初CD化されたが、第1期ナイアガラ作品群は殆どのアルバムが第2期ナイアガラ作品でエンジニアを務めた吉田保によるリミックスでの発売となった。

### 収録曲
1. Rock'n'Roll お年玉
ヴォーカルが別テイクに差し替え。
2. Blue Valentine's Day
ギターの入るタイミングが異なる
3. お花見メレンゲ
81年リミックスでダビングされた木琴は入っていない。
4. Baseball-Crazy
ヴォーカルがダブル・ヴォーカルになっている。
5. 五月雨
81年リミックス同様に雨の音はカットされタムが入る。
6. 青空のように
7. 泳げカナヅチ君
81年リミックス同様に波音のSEはカット。
8. 真夏の昼の夢
81年リミックス同様に波音のSEはカット。
9. 名月赤坂マンション
81年リミックスで入っていた三味線の後の掛け声がはっきり聞こえるようにミックスされ、終盤ではアドリブ・ヴォーカルが入る。
10. 座 読書
11. 想い出は霧の中
81年リミックスと同じヴォーカルテイクを使用。
12. クリスマス音頭〜お正月
最後にドアの閉じる音が入る。

### スタッフ
- PRODUCER EIICHI OHTAKI
- ENGINEER DOHJI FUEFUKI TAMOTSU YOSHIDA

## CD選書シリーズ

### 解説
本作は1981年、CBSソニーよりアナログLPで発売された81年版ミックスの初CD化。大滝詠一によれば、77年オリジナル・ミックスにはそれ相当のアジがあり、個人的にも気に入っているが、77年当時スケジュールの事情で出来なかったダビングやエコー・マシンの使用など、プロデューサー・大瀧が想定した音がミキサー・笛吹銅次によって完全再現されていて、これを“オリジナル・バージョン”と考えたいという意向から、81年のリミックス・バージョンが収録されている。また、ボーナス・トラックの追加も考えたというが「クリスマス音頭」から「お正月」への繋がりは、見事な“帰結・完結”としか言い様がなく、あの鐘の音の後に何か音が入るとアルバムの持っている緊張感も統一感もさらにあの寂寥感が失われると感じたとの理由により、取りやめられている（と言っても、同じ曲のミックス違いしかボーナス・トラックになるようなものは一切ないという）。
大滝による書き下ろしライナーノートのほか、1977年発表当時に郵送されたライナーノート付き。ただし、この種のアルバムほど“解説”が無意味なものはないとの考えから、曲目解説はない。

### 収録曲
1. Rock'n'Roll お年玉  –  (4:02)
  - 作詞・作曲 / 大瀧詠一
  - 編曲：多羅尾伴内
2. Blue Valentine's Day  –  (3:22)
  - 作詞・作曲 / 大瀧詠一
  - 編曲：多羅尾伴内
3. お花見メレンゲ  –  (2:22)
  - 作詞・作曲 / 大瀧詠一
  - 編曲：多羅尾伴内
4. Baseball-Crazy  –  (2:55)
  - 作詞・作曲 / 大瀧詠一
  - 編曲：多羅尾伴内
5. 五月雨  –  (3:34)
  - 作詞・作曲 / 大瀧詠一
  - 編曲：多羅尾伴内
6. 青空のように  –  (3:09)
  - 作詞・作曲 / 大瀧詠一
  - 編曲：多羅尾伴内
7. 泳げカナヅチ君  –  (3:17)
  - 作詞・作曲 / 大瀧詠一
  - 編曲：多羅尾伴内
8. 真夏の昼の夢  –  (2:24)
  - 作詞・作曲 / 大瀧詠一
  - 編曲：多羅尾伴内
9. 名月赤坂マンション  –  (3:10)
  - 作詞・作曲 / 大瀧詠一
  - 編曲：多羅尾伴内
10. 座 読書  –  (2:05)
  - 作詞・作曲 / 大瀧詠一
  - 編曲：多羅尾伴内
11. 想い出は霧の中  –  (3:20)
  - 作詞・作曲 / 大瀧詠一
  - 編曲：多羅尾伴内
12. クリスマス音頭〜お正月  –  (7:16)
  - 作詞 / 大瀧詠一、東くめ
  - 作曲 / 大瀧詠一、滝廉太郎
  - 編曲：多羅尾伴内

### クレジット
- PRODUCER : EIICHI OHTAKI
- ENGINEER : DOHJI FUEFUKI

## 30th Anniversary Edition

### 解説
コロムビア盤の本来大瀧がリリースしたかったL-Rに戻したオリジナルマスターとソニー盤のリミックスマスターを1枚に収めた。ただし、ソニー盤の「クリスマス音頭」はそのまま収録するとCD1枚の収録時間の限界を超えてしまうため、1分50秒のスペシャル短縮版で収録されている（総収録時間は78分05秒）。このため、シングル・バージョンの「青空のように」「お花見メレンゲ (Mono Mix)」「Blue Valentine's Day」は、未CD化のままとなった（2015年に「お花見メレンゲ」以外はオールタイム・ベスト『Best Always』で初CD化）。大瀧は「オリジナルマスターを30年振りに回した（再生させた）」と語っている。

### 収録曲
«オリジナル 78年版»
1. Rock'n'Roll お年玉  –  (4:00)
2. Blue Valentine's Day  –  (3:20)
3. お花見メレンゲ  –  (2:21)
4. Baseball-Crazy  –  (2:54)
5. 五月雨  –  (4:16)
6. 青空のように  –  (3:01)
7. 泳げカナヅチ君  –  (3:43)
8. 真夏の昼の夢  –  (2:46)
9. 名月赤坂マンション  –  (3:05)
10. 座 読書  –  (2:03)
11. 想い出は霧の中  –  (3:18)
12. クリスマス音頭
13. 〜お正月  –  (7:04)

«81年リミックス版»
1. Rock'n'Roll お年玉  –  (4:01)
2. Blue Valentine's Day  –  (3:21)
3. お花見メレンゲ  –  (2:21)
4. Baseball-Crazy  –  (2:55)
5. 五月雨  –  (3:34)
6. 青空のように  –  (3:09)
シングルバージョンと同様に「ジャンジャジャンジャジャンジャン」後のイントロ部分（サビ部分のメロディーも同じ）にサビの歌詞が入る他、エンディングの山下達郎のコーラスもはっきり聞こえるようになっている。全体的にシングルバージョンを基にバランスを変更したものとなっている。コロムビア盤アルバムバージョンでは、サビの歌詞は入らない。オムニバス・アルバム『音壁 JAPAN』には、このソニー盤リミックス・バージョンとも異なる別ミックスのバージョンが収録されている。こちらは1986年の吉田保によるリミックス・バージョンの左右を逆にしたものとなった。こちらもイントロにサビの歌詞が入っている。
7. 泳げカナヅチ君  –  (3:16)
8. 真夏の昼の夢  –  (2:23)
9. 名月赤坂マンション  –  (3:08)
10. 座 読書  –  (2:04)
11. 想い出は霧の中  –  (3:19)
12. クリスマス音頭（スペシャル短縮版）  –  (1:50)
フルコーラスは、1996年の81年リミックス盤の再発CD、2011年リリースのボックス・セット『NIAGARA CD BOOK』の一枚としての81年リミックス盤再発CDで聞ける。

### スタッフ
| 《Re-Mastering Data》                                 |
| A/D Transfers by 中里正男 at ONKIO HAUS, Ginza        |
| D/D Transfers by 内藤哲也 at Sony Music Studios Tokyo |
| Mastering by 笛吹銅次 at Fussa 45 Studio, Fussa       |
|                                                       |
| Director : 城田雅昭                                   |
|                                                       |
| Producer : 大瀧詠一 (The Niagara Enterprises)         |

## リリース履歴
| #  | 発売日         | リリース                | 規格                   | 品番                         | 備考 |
| -- | -------------- | ----------------------- | ---------------------- | ---------------------------- | --- |
| 1  | 1977年12月25日 | ナイアガラ ⁄ コロムビア | LP                     | LQ-7032-E (NGLP-515, 516-OT) | 『NIAGARA CALENDAR'78』 ジャケットは1978年のカレンダーになっているほか、先着30,000名に特典としてすごろく・福笑いが付いている。 解説は郵便発送で、アナログ盤には入っていない。                              |
| 2  | 1978年1月25日  | ナイアガラ ⁄ コロムビア | CT                     | CAY-1059-E                   | |
| 3  | 1981年4月1日   | ナイアガラ ⁄ CBSソニー  | LP                     | 27AH 1245 (NGLP-515, 516-OT) | 『NIAGARA CALENDAR』 全曲リミックスになり、ジャケットが新しくなる。イエロー・レーベルに変更。 |
| 4  | 1981年4月1日   | ナイアガラ ⁄ CBSソニー  | CT                     | 27KH 965                     | |
| 5  | 1981年12月2日  | ナイアガラ ⁄ CBSソニー  | LP                     | 00AH 1386                    | 『NIAGARA CALENDAR』 『NIAGARA VOX』(9LP:00AH 1381~9)の中の一枚。 |
| 6  | 1986年6月1日   | ナイアガラ ⁄ CBSソニー  | CD                     | 00DH 405                     | 『NIAGARA CALENDAR』 『NIAGARA CD BOOK I』(8CD:00DH 401~8)の中の一枚。 |
| 7  | 1986年6月1日   | ナイアガラ ⁄ CBSソニー  | CD                     | 32DH 505 (NGCD-12-OT)        | 『NIAGARA CALENDAR』 『NIAGARA CD BOOK I』からの単独発売。全曲、吉田保による86年リミックスで収録。 |
| 8  | 1996年3月21日  | ナイアガラ ⁄ ソニー     | CD                     | SRCL 3501 (NGCD-8-OT)        | 『NIAGARA CALENDAR』 81年版ミックスの初CD化。レーベルが赤になる。 大滝詠一による書き下ろしライナーノートに、77年発表当時に郵送されたライナーも付いている。                                                 |
| 9  | 2008年3月21日  | ナイアガラ ⁄ ソニー     | CD                     | SRCL 5008                    | 『NIAGARA CALENDER -30th Anniversary Edition-』 笛吹銅次による2007年リマスター。オリジナル78年版にボーナス・トラック“81年リミックス版”12曲追加（「クリスマス音頭」はスペシャル短縮版で収録）。             |
| 10 | 2011年3月21日  | ナイアガラ ⁄ ソニー     | CD                     | SRCL 7507 SRCL 7511          | 『NIAGARA CD BOOK I』(12CD:SRCL 7500~11)収録。新規リマスター音源。 30周年盤では2in1により一部カットされた音源が『NIAGARA CALENDAR '78』『NIAGARA CALENDAR '81』のオリジナル'78とリミックス'81の2枚となる。 |
| 11 | 2011年3月21日  | ナイアガラ ⁄ ソニー     | デジタル・ダウンロード | –                            | 『NIAGARA CALENDAR '78』 – オリジナル・トラック全13曲(AAC 128/320kbps) 『NIAGARA CALENDAR '81』 – オリジナル・トラック全13曲(AAC 128/320kbps)                                                              |
| 11 | 2014年3月19日  | ナイアガラ ⁄ ソニー     | デジタル・ダウンロード | –                            | 『NIAGARA CALENDAR '78』 – オリジナル・トラック全13曲(AAC 128/320kbps) 『NIAGARA CALENDAR '81』 – オリジナル・トラック全13曲(AAC 128/320kbps)                                                              |